# Уничтожение Израиля в иранской политике
Иран ставит целью уничтожение Израиля как еврейского образования. Исламская революция 1979 года, приведшая к власти исламских радикалов, изменила отношение Ирана к Израилю: из близкого партнёра при династии Пехлеви он превратился в главного идеологического противника. Аятолла Хомейни, основатель Исламской Республики, осудил Израиль как нелегитимный «сионистский режим» и разорвал дипломатические отношения. С тех пор эта позиция закрепилась в официальной риторике, военных программах, государственном образовании и символических мероприятиях, таких как День Кудс.
Отрицание легитимности Израиля сохранялось как при жёсткой, так и при умеренной иранской власти. Высшие руководители Рухолла Хомейни и Али Хаменеи неоднократно называли Израиль «раковой опухолью» и публично призывали к его ликвидации. Даже реформистские лидеры и умеренные священнослужители поддерживали эту позицию. Хотя иранский режим утверждает, что его оппозиция направлена против сионизма, а не против евреев или иудаизма, официальная пропаганда часто стирает это различие, порой включая отрицание Холокоста и используя антисемитские штампы.
Антиизраильская политика Ирана реализуется через централизованную институциональную структуру, возглавляемую канцелярией Высшего руководителя и Корпусом стражей исламской революции (КСИР). Оперативная деятельность в значительной степени осуществляется через сеть союзных негосударственных субъектов, включая «Хезболлу» в Ливане, хуситов в Йемене, ХАМАС и «Палестинский исламский джихад» на палестинских территориях, а также другие аффилированные группы. Эти организации получают постоянную иранскую поддержку в виде финансирования, оружия и обучения, и в совокупности иранские официальные лица называют их «Осью сопротивления». Эта иранская прокси-сеть действует на нескольких фронтах, создавая экзистенциальную угрозу для Израиля посредством асимметричного конфликта. Кроме того, заявления высокопоставленных должностных лиц и враждебность режима по отношению к Израилю привели многих наблюдателей к выводу, что ядерные амбиции Ирана являются частью более широкой стратегии по уничтожению Израиля.

## Заявления иранского руководства
Будучи когда-то стратегическими партнёрами, Иран и Израиль резко разорвали отношения с Исламской революцией 1979 года, когда Исламская Республика прекратила связи и объявила еврейское государство главным идеологическим противником. С тех пор цель ликвидации Израиля как еврейского государства остаётся центральным столпом подхода Ирана к региональным делам. Аятолла Рухолла Хомейни, основатель и Высший руководитель Республики, назвал Израиль «Малым Сатаной», в противовес ярлыку «Большой Сатана», закреплённому за Соединёнными Штатами. Иранские лидеры разных поколений, от Хомейни и его преемника аятоллы Али Хаменеи до высокопоставленных чиновников, военачальников и государственных СМИ, последовательно использовали риторику, призывающую к уничтожению Израиля или предсказывающую его крах.

### Высший руководитель Рухолла Хомейни
Высший руководитель Рухолла Хомейни неоднократно называл Израиль «раковой опухолью» и «раковой железой». Когда его спросили о предоставлении финансовой поддержки палестинским моджахедам, Хомейни ответил: «Это обязанность… Это важно для упразднения неверных сионистов, которые являются врагами человечества».

### Верховный лидер Али Хаменеи
В 2013 году Высший руководитель Ирана аятолла Али Хаменеи назвал Израиль страной, «обречённой на провал и уничтожение», «нелегитимным режимом», возглавляемым «неприкасаемыми бешеными псами», добавив, что их лидеров «нельзя назвать людьми, они подобны животным». 9 сентября 2015 года он заявил: «Даст Бог, через 25 лет не будет сионистского режима. Во-вторых, в течение этого периода дух борьбы, героизма и джихада будет постоянно держать вас в беспокойстве».
В проповеди, произнесённой в пятницу в феврале 2012 года, Хаменеи назвал Израиль «раковой опухолью» и пообещал поддержку Ирана любой группе или нации, противостоящей ему. В 2018 году Хаменеи назвал Израиль «злокачественной раковой опухолью», которая должна быть «удалена и искоренена». Два года спустя, во время телеобращения по случаю Дня Кудс в мае 2020 года, он повторил это высказывание, назвав Израиль «смертоносным, раковым образованием и вредом для этого региона», и заявил, что «он, несомненно, будет искоренён и уничтожен».
3 октября 2023 года, всего за четыре дня до того, как поддерживаемый Ираном ХАМАС начал вторжение в Израиль, Хаменеи произнёс речь в Тегеране, в которой подтвердил приверженность Исламской Республики уничтожению Израиля. Хаменеи заявил, что Израиль «умрёт от [своей] ярости», подтвердил описание аятоллы Хомейни Израиля как «рака» и завершил речь словами: «Этот рак определённо будет искоренён, даст Бог, руками палестинского народа и сил сопротивления по всему региону». 24 мая 2024 года Али Хаменеи заявил на встрече с лидером ХАМАСа Исмаилом Ханией: «Божественное обещание уничтожить сионистское образование будет выполнено, и мы увидим день, когда Палестина возродится от реки до моря».

### Президенты
Бывший президент аятолла Акбар Хашеми Рафсанджани, которого часто называют политическим умеренным, заявил, что подрыв одного ядерного заряда на территории Израиля «уничтожит всю страну».
В 2006 году на конференции «Мир без сионизма» тогдашний президент Махмуд Ахмадинежад процитировал аятоллу Хомейни, призывавшего к тому, чтобы Израиль был «стёрт с лица земли», что также переводится как «стёрт со страниц истории». Он также объявил Холокост мифом, заявив: «Они создали миф под названием Холокост и считают его превыше Бога, религии и пророков». В 2007 году он сказал: «По воле Божьей, мы станем свидетелями уничтожения этого режима в ближайшем будущем».
24 ноября 2018 года, во время ежегодной конференции по исламскому единству, экс-президент Хасан Рухани, обычно известный более умеренной риторикой, назвал Израиль «раковой опухолью» и «фальшивым режимом», созданным западными державами для обслуживания их интересов на Ближнем Востоке.
В ноябре 2023 года тогдашний президент Ибрагим Раиси сказал: «Я надеюсь, что Бог освободит Палестину как можно скорее, и мы станем свидетелями последних моментов существования Израиля и отпразднуем его конец».

### Военные командиры
Ходжатолеслам Али Ширази, представитель Высшего руководителя Али Хаменеи в Корпусе стражей исламской революции (КСИР) Ирана, заявил в 2013 году: «Сионистский режим скоро будет уничтожен, и это поколение станет свидетелем его уничтожения».
В 2014 году Хоссейн Салами, тогдашний заместитель командующего КСИР, выступил с серией агрессивных заявлений против Израиля. В одной из речей он пригрозил прямым возмездием, заявив: «Мы будем преследовать вас [израильтян] дом за домом и отомстим за каждую каплю крови наших мучеников в Палестине, и это отправная точка пробуждения исламских наций к вашему поражению». В другом заявлении он утверждал, что «сионистский режим медленно стирается с лица земли», и предсказал, что «скоро на планете Земля не будет такого понятия, как сионистский режим».
В 2014 году Хоссейн Шейхолеслам, тогдашний генеральный секретарь иранского Комитета поддержки палестинской интифады, заявил, что «вопрос уничтожения Израиля важен, независимо от метода», и подчеркнул, что Иран будет «реализовывать стратегию имама Хомейни и Лидера [Хаменеи] по вопросу уничтожения сионистов». Шейхолеслам предупредил, что «регион не будет спокоен, пока в нём существует Израиль».
После атак ХАМАСа на Израиль 7 октября, в октябре 2023 года заместитель главнокомандующего Корпусом стражей исламской революции (КСИР) Али Фадави заявил, что «удары фронта сопротивления по сионистскому режиму будут продолжаться до тех пор, пока эта „раковая опухоль“ не будет стёрта с карты мира».

### Выдающиеся священнослужители
Ахмад Аламолхода, видный иранский священнослужитель и член Совета экспертов, заявил в 2013 году, что «уничтожение Израиля — это идея Исламской революции в Иране и один из столпов иранского исламского режима». Он объявил: «Мы не можем утверждать, что не намерены воевать с Израилем».
Аятолла Хусейн-Али Монтазери, некогда назначенный преемником Хомейни, а затем сторонник реформаторского движения, вспоминал, как говорил делегации реформистских парламентариев, что, согласно Корану 7, иудеи сионизма будут страдать от мучений и нищеты до Судного дня. Он также процитировал хадис XVII века из Бихар аль-Анвар, в котором имам Джафар ас-Садик, как сообщается, трижды говорил, что те, кто в конечном итоге истребит евреев, будут «людьми Кума», имея в виду иранское шиитское духовенство.
В 2010 году Мохаммад Хасан Рахимиан, представитель Хаменеи в Фонде Мостазафан, заявил, что Иран обладает ракетным потенциалом, который позволит ему «заменить Израиль целиком большим Холокостом».
Аятолла Мохаммад Мусави-е Боджнурди, старший юрист, известный своей связью с реформистским и «Зелёным движением» Ирана, заявил, что «для дружественных отношений с Израилем нет места».

## Военная доктрина и стратегия

### Ось сопротивления
Так называемая «Ось сопротивления» Ирана относится к его стратегическому альянсу с региональными негосударственными акторами, включая «Хезболлу» в Ливане, ХАМАС и «Палестинский исламский джихад» на палестинских территориях, а также движение хуситов в Йемене. Эти группы получают постоянную иранскую поддержку в виде оружия, финансирования и обучения. По мнению аналитика Афшона Остовара, цель этой сети — создать для Израиля долгосрочную экзистенциальную угрозу, «медленно удушая» его посредством серии «всё более разрушительных, бесперспективных войн».
Иран тайно поддерживал теракты-самоубийства, направленные против израильских гражданских лиц. Атака ХАМАСа на Израиль 7 октября, в результате которой погибло около 1200 человек, в основном гражданские лица, и было похищено 250 заложников, была, по крайней мере частично, продуктом стратегии Ирана. Согласно сообщению The Wall Street Journal, ссылающемуся на высокопоставленных членов ХАМАСа и «Хезболлы», КСИР помог спланировать нападение и дал добро во время встречи 2 октября в Бейруте. Сообщается, что перед нападением около 500 боевиков ХАМАС и «Палестинского исламского джихада» прошли обучение в Иране под надзором Сил «Кудс» КСИР. По данным The Washington Post, нападение произошло «при ключевой поддержке [Ирана], который предоставил военную подготовку и материально-техническую помощь, а также десятки миллионов долларов на оружие». После убийства лидера ХАМАСа Яхьи Синвара в ходе израильской операции в середине октября 2024 года в Тегеране появилась новая фреска с надписью «Буря Синвара продолжится», отсылающая к «Буре Аль-Акса» — названию, которое ХАМАС использовал для своих атак 7 октября.

### Ядерная программа
Уничтожение Израиля часто называется одной из нескольких стратегических целей, стоящих за ядерными амбициями Ирана. Соединённые Штаты утверждают, что обладающий ядерным потенциалом Иран, вероятно, использует свои возможности для попытки уничтожения Израиля.

### Ракетная программа
Иран нанёс на некоторые свои ракеты отечественного производства надпись на иврите, означающую «Израиль должен быть стёрт». Часть этих ракет, как сообщается, была передана России для использования в её вторжении в Украину.

## Пропаганда, символизм и идеологические сообщения

### День Кудс
День Кудс, учреждённый аятоллой Хомейни, ежегодно отмечается в последнюю пятницу Рамадана и явно предназначен для содействия мусульманской солидарности против Израиля. Высокопоставленные священнослужители, включая аятоллу Макарема Ширази, охарактеризовали участие в Дне Кудс как форму религиозного поклонения, призванную «укрепить кольцо, связывающее мусульман мира», и показать, что сунниты и шииты едины в основных вопросах.

### Часы обратного отсчёта до уничтожения Израиля
В 2017 году в Тегеране был установлен цифровой таймер обратного отсчёта, символизирующий приверженность Ирана уничтожению Израиля. Часы расположены на площади Палестины, видном общественном месте в иранской столице. Они запрограммированы отсчитывать 25 лет с момента заявления Хаменеи в 2015 году, в котором он предсказал, что Израиль прекратит своё существование в течение четверти века.

### Публичные лозунги и ритуализированная речь
«Смерть Израилю», наряду со «Смерть Америке», на протяжении более четверти века является одним из самых распространённых и универсальных лозунгов в официальном Иране. В устной форме эти лозунги служат самым популярным способом выражения одобрения в официальном Иране и часто прививаются гражданам в молодом возрасте, глубоко укореняясь в их сознании.
Призыв к завоеванию Иерусалима (и, как следствие, к уничтожению Израиля) изображается как объединяющий джихад, который мог бы отвлечь суннитскую оппозицию от шиитского Ирана. Эта стратегия позиционирует Иран как авангард глобального исламского сопротивления.

### Теории заговора
Высший руководитель аятолла Хаменеи заявил студентам университетов, что Израиль был создан западными державами с явной целью предотвратить единство среди мусульманских государств. Аятолла Махмуд Хашеми-Шахруди, бывший глава судебной власти Ирана, утверждал, что «расистский, античеловеческий» сионизм «поработил все народы мира», и обвинил мусульманские государства в сотрудничестве с сионистским заговором «еврейской государственности» с целью разделения исламского мира. Депутат иранского парламента Эмад Афрог утверждал, что «еврейские раввины» были ответственны за отход шейха Юсуфа аль-Карадави от его прежней умеренности по отношению к шиитам. Командующий ВМС КСИР Алиреза Тангсири в 2022 году заявил, что саудовские правители происходят от евреев Медины и Хайбара, врагов пророка Мухаммеда.
Иранские СМИ, включая издания, связанные с реформистской фракцией, обвиняли израильскую разведку в попытках подорвать шиитские религиозные ритуалы и посеять межконфессиональную рознь. В одном из примеров 2019 года утверждалось, что Моссад обучал израильских евреев в качестве маддахан (ритуальных плакальщиков), чтобы те проникали на траурные собрания в Иране и намеренно вводили аудиторию в заблуждение, побуждая её к проклятиям или богохульству.

### Государственные конференции
В период с 2011 по 2021 год иранские учреждения организовали десятки идеологически мотивированных конференций с провокационными названиями, такими как «Сионизм и болезнь SARS», «Геноцид в Руанде и в Газе» (где только один докладчик говорил о Руанде, а остальные пятнадцать сосредоточились на Газе) и «Иудаизм и Голливуд: дьявольский заговор», демонстрируя стремление режима связать сионизм с глобальными бедами. Эти мероприятия, хотя зачастую и плохо посещаемые, публично преподносятся как крупные интеллектуальные собрания, при этом государственные СМИ описывают полупустой зал как «нет свободных мест» на конференции под названием «Еврейские корни MI-6».

## Академические оценки
Эфраим Карш, британско-израильский историк ближневосточной политики, охарактеризовал позицию Ирана по отношению к Израилю как геноцидную.
По мнению американского учёного Афшона Остовара, кампания Ирана против Израиля, призванная создать экзистенциальную угрозу для Израиля, представляет собой «единственный наиболее дестабилизирующий конфликт на Ближнем Востоке» и несёт «наибольший потенциал для возникновения более широкой региональной войны».
Израильский востоковед и иранист, доктор наук профессор Владимир Месамед отмечает, что лозунг «Смерть Израилю!» стал в Иране непременным атрибутом любого политического мероприятия вне зависимости от того, связано ли оно с еврейским государством.
Американский журналист Джеффри Голдберг утверждал, что если Иран приобретёт ядерное оружие, он, вероятно, активизирует свои усилия по уничтожению Израиля под защитой ядерного сдерживания, что приведёт к потенциально катастрофическим последствиям.

## Реакция

### Внутренняя иранская критика

#### Интеллектуалы и учёные
Садег Зибакалам, почётный профессор политологии Тегеранского университета, часто выступал против агрессивной политики режима. В своих замечаниях он отмечает, что иранская общественность, особенно молодое поколение, теряет интерес к палестинскому вопросу и даже выражает поддержку таким фигурам, как Биньямин Нетаньяху и Дональд Трамп. Эта поддержка не проистекает из согласия с их политикой, а скорее из оппозиции иранскому режиму и его поддержке таких групп, как ХАМАС и «Хезболла». Из-за своих заявлений Зибакалам отбыл 18-месячный тюремный срок и по состоянию на март 2025 года вновь находился под следствием с перспективой дальнейшего тюремного заключения.

#### Политики
Абдолла Нури, видный священнослужитель и бывший министр внутренних дел, был приговорён к пяти годам тюремного заключения в 1999 году (что сделало его самым высокопоставленным чиновником Исламской Республики, заключённым в тюрьму после революции), как сообщается, помимо прочих обвинений, за открытое оспаривание доктрины Хомейни о том, что Израиль должен быть уничтожен.

#### Общественная критика Дня Кудс
В последние годы День Кудс подвергается широкой критике со стороны иранских граждан, особенно в социальных сетях. Согласно апрельскому отчёту Iran International, многие иранцы считают ежегодное мероприятие неактуальным политическим ритуалом, оторванным от тяжёлых социальных и экономических реалий страны. Один из опрошенных заявил: «Люди больше не принимают Исламскую Республику или её День Кудс», обвиняя правительство в лицемерии, в то время как население страдает от санкций и плохого управления.

### Реакция еврейских религиозных деятелей
После Иранской революции 1979 года еврейские религиозные лидеры выразили обеспокоенность по поводу потенциальных последствий политики новой Исламской Республики для Израиля и еврейских общин в регионе. Так, раввин Менахем-Мендл Шнеерсон, известный как Любавичский Ребе, предупреждал, что иранский вызов ослабит влияние США, заставляя их искать поддержку арабских стран, что создаст угрозу для безопасности Израиля. Он также выразил тревогу за безопасность еврейской общины в Иране, и выступил за всеобщий день поста и молитвы.

## Галерея
- Иранский истребитель F-14 Tomcat, выставленный в Исфахане, с надписью «Смерть Израилю» рядом со словом «Просрочен» (2019)
- Лозунг «Израиль должен быть стёрт с лица земли», начертанный на ракете «Шахаб-2», выставленной в Мешхеде (2019)
- Фраза «Смерть Израилю», отображённая на четырёх языках (сопровождаемая смягчённым английским переводом «Долой Израиль») в Музее армейской авиации Ирана (2019)
- «Израиль не просуществует дольше пяти лет» — лозунг, начертанный на ракете во время выставки "Недели священной обороны" в Мешхеде (2019)
- Дети позируют с чучелом премьер-министра Израиля Биньямина Нетаньяху во время парада в День Кудс в Куме (2015)
- Хоссейн Шариатмадари, редактор иранской газеты «Кайхан», наступает на израильский флаг в Технологическом университете имени Амира Кабира (2015)

### Комментарии
1. ↑  «Хезболла» признана террористической организацией в Австралии, Австрии, Аргентине, Великобритании, Гватемале, Германии, Гондурасе, Израиле, Канаде, Колумбии, Литве, Нидерландах, Парагвае, Сербии, Словении, США, Чехии, Швейцарии, Эстонии. Военное крыло «Хезболлы» также признано террористической организацией в Европейском союзе, Новой Зеландии, Республике Косово и Франции.
2. ↑  Хуситы признаны террористической организацией в Израиле, в части Йемена, не находящейся под их контролем, а также в Канаде, Малайзии, ОАЭ, Саудовской Аравии и США.
3. ↑  ХАМАС признан террористической организацией Европейским союзом, Организацией американских государств и властями Аргентины, Австралии, Великобритании, Израиля, Канады, Новой Зеландии, Парагвая, США и Японии. Его деятельность также запрещена в Иордании и Египте.
4. ↑  Палестинский исламский джихад признан террористической организацией в Европейском союзе, Австралии, Великобритании, Израиле, Канаде, Новой Зеландии, США и Японии.